# Hypanthidioides spinosa
Hypanthidioides spinosa är en biart som först beskrevs av Urban 1997.  Hypanthidioides spinosa ingår i släktet Hypanthidioides och familjen buksamlarbin. Inga underarter finns listade i Catalogue of Life.